# もう一度、初めから
「もう一度、初めから」（もういちど、はじめから）は、1994年5月11日に、Sony Recordsからリリースされた松田聖子の通算37枚目のシングル。

## 解説
日本テレビ系情報番組「ザ・ワイド」のエンディング・テーマとなった。

## 収録曲
全作詞：Seiko Matsuda／作曲：Seiko Matsuda・Ryo Ogura
1. もう一度、初めから[4:51]
  - 編曲：Ryo Ogura
2. There for You[5:10]
  - 編曲：Satoshi Nakamura
3. もう一度、初めから（オリジナル・カラオケ）[4:51]

## 関連作品
- もう一度、初めから
  - Glorious Revolution
  - Bible II
  - Complete Bible
  - Dear
  - Ballad 〜20th Anniversary
  - Premium Diamond Bible
  - Diamond Bible
  - Seiko Matsuda Best Ballad
  - SEIKO STORY〜90s-00s HITS COLLECTION〜
- There for you
  - Complete Bible
- There for you （Album Version）
  - Glorious Revolution